# Южноафриканский мешкокрыл
Южноафриканский мешкокрыл (лат. Taphozous mauritianus) — небольшая летучая мышь семейства футлярохвостых.
Длина тела от 7,5 до 9,5 см, длина хвоста 2—3 см. Вес 15—30 грамм. Окраска шерсти на спине коричневого цвета, брюхо белое. Размах крыльев от 18 до 20,4 см.
Вид распространён в Африке южнее Сахары. Встречается также на островах Мадагаскар, Реюньон и Коморские острова. Обычно живёт во влажных, открытых местах и саваннах. Часто встречается в населённых пунктах, выбирая для ночлега крыши домов.
Активны ночью. Питаются преимущественно ночными мотыльками, а также термитами и другими насекомыми. Живут группами. Самка рожает одного детёныша один или два раза год.
В целом, этому виду существенно ничего не угрожает. Живёт во многих охранных территориях на африканском континенте.